# Андозеро (озеро, Онежский район)
А́ндозеро (устар. Анд-озеро) — пресноводное озеро в Онежском районе Архангельской области. Площадь поверхности — 4,9 км². Площадь водосборного бассейна — 16,2 км².
Находится в 10 км к востоку от города Онега. Вытекающая река — Анда (Андозерка, Шанда). Озеро служит местом отдыха, в окрестностях находится несколько детских летних оздоровительных лагерей. На северном берегу озера расположена деревня Андозеро.